# Idaea unicalcarata
Idaea unicalcarata is een vlinder uit de familie spanners (Geometridae). De wetenschappelijke naam is voor het eerst geldig gepubliceerd in 1922 door Prout.
De soort komt voor in Europa.